# ミロのシカゴ
ミロのシカゴ（Miró's Chicago）は、アメリカ合衆国イリノイ州シカゴにあるジョアン・ミロ作の彫像(パブリックアート)。当初の名称は「太陽と月と星」(The Sun, the Moon and One Star)。高さ12m、鋼鉄、金網、コンクリート、ブロンズ、及びセラミックタイル製。
シカゴダウンタウンのループ地区、クック郡行政ビルとシカゴテンプルビルとの間にあるブランズウィック・プラザ内に所在。デイリーセンターの1ブロック南にあり、シカゴ・ピカソからはほぼ真南に位置している。
1981年4月21日に現在の場所で公開。
ミルウォーキー美術館に、「ミロのシカゴ」のブロンズ製模型が所蔵されている。